# Dipterocarpus acutangulus
Dipterocarpus acutangulus — вид тропических деревьев из рода Диптерокарпус семейства Диптерокарповые. Впервые был описан в 1874 году. Латинское название вида «acutangulus» образовано от двух корней: angulus = угол, acutus = острый. Произрастает в тропических лесах Юго-Восточной Азии: на полуострове Малакка и острове Калимантан. Встречается на высоте до 1000 метров над уровнем моря. Высота дерева до 60 метров. Диаметр ствола до 130 см. Длина листьев 7—10 см, ширина 3—6 см. Местные названия — керуинг мерках и керуинг белуду.